# Carex derelicta
Carex derelicta är en halvgräsart som beskrevs av Štepánková. Carex derelicta ingår i släktet starrar, och familjen halvgräs. Inga underarter finns listade i Catalogue of Life.